# 来住英俊
来住 英俊（きし ひでとし、1951年 -　）は、日本のカトリック教会の司祭。
滋賀県近江八幡市生まれ、神戸市育ち。灘高等学校から東京大学法学部に進む。司法試験に数次失敗、日立製作所に勤務。1979年、「パック旅行で訪れたイタリアの教会に魅せられ」、1981年、カトリック板橋教会で洗礼を受け、同年、カトリックの修道会である御受難修道会に入会。上智大学神学部で神学を学び、1989年に司祭に叙階される。 「祈りの学校」を主宰。

## 著書
- 『目からウロコロザリオの祈り・再入門』　女子パウロ会、2001年
- 『目からウロコとりなしの祈り』　女子パウロ会、2002年
- 『目からウロコゆるしの秘跡』　女子パウロ会、2003年
- 『目からウロコ詩編で祈る』　女子パウロ会、2005年
- 『目からウロコキリスト者同士の人間関係』　女子パウロ会、2006年
- 『目からウロコミサのあずかり方』　女子パウロ会、2006年
- 『目からウロコ聖書の読み方 レクチオ・ディヴィナ入門』　女子パウロ会、2007年
- 『目からウロコ福音書の中にイエスを「見る」祈り』　女子パウロ会、2009年
- 『気合の入ったキリスト教入門 2 イエス登場!』　ドン・ボスコ新書、2013年
- 『気合の入ったキリスト教入門 1 根本問題をつかめ!』　ドン・ボスコ新書、2013年
- 『『ふしぎなキリスト教』と対話する』　春秋社、2013年
- 『気合の入ったキリスト教入門 3 (イエスと歩め!)』　ドン・ボスコ新書、2014年
- 『目からウロコ十字架の道行』　女子パウロ会、2015年
- 『目からウロコ十字架の道行再発見』　女子パウロ会、2015年
- 『禅と福音』　南直哉との共著、春秋社、2016年8月
- 『キリスト教は役に立つか』　新潮社、新潮選書、2017年